# Nageshwar
Nageshwar o Nageshvara es uno de los doce jyotirlinga, lugares sagrados principales dedicados a Shiva. está situado entre Dwarka y la isla de Bet Dwarka, en la costa de Saurashtra, en Gujarat.
La leyenda, narrada en el Shiva purana, dice que un devoto de nombre Supriya fue atacado por el demonio Daruka (o Darika), un asura que lo hizo prisionero junto a otros fieles en su capital Daakuravaana. Shiva se apareció en forma de jyotirlingam y derrotó al demonio con el Paasupata Astram. Esta manifestación de Shiva en forma de jyotirlinga se adora como nageswara en este santuario construido en el camino de Dwarka a la isla de Bet Dwarka. Hay otros dos templos en la India donde se adora el nageswara jyotirlingam, uno cerca de Audhgram en Andhra Pradesh y otro cerca de Almora en Uttar Pradesh.